# Tara Bouman

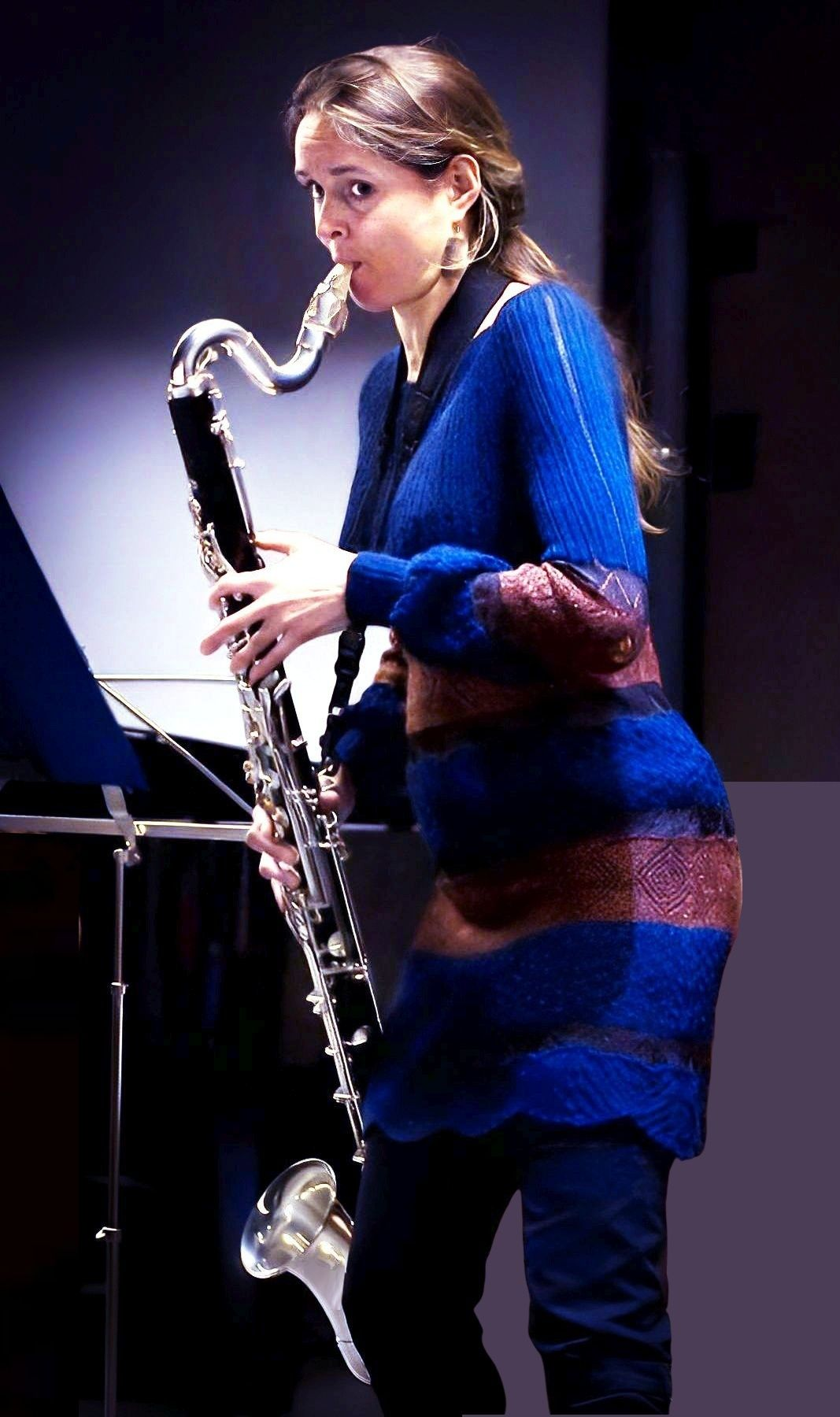
Tara Bouman (2021)

Tara Bouman (* 1970 in  Leiden) ist eine niederländische Klarinettistin.

## Leben
Tara Bouman studierte bei Piet Honingh in Amsterdam und war dann Schülerin von Suzanne Stephens und Alain Damiens. Sie trat als Solistin und in kammermusikalischer Besetzung mit klassischer Musik auf und wandte sich zunehmend der modernen Musik zu. Unter anderem führte sie Werke von Isabel Mundry, Karlheinz Stockhausen, Markus Stockhausen, György Kurtág, Roderik de Man, Pierre Boulez, Hans Koolmees und Georges Aperghis auf.
Daneben wurde die Improvisation zu einem ihrer Arbeitsschwerpunkte. Bouman trat mit Gruppen wie dem ASKO Ensemble, dem Ensemble Musikfabrik und dem Trio European Wind auf. Seit 2002 spielt sie mit Markus Stockhausen im Duo Moving Sounds.
Sie arbeitete mit Musikern wie den Pianisten Fabrizio Ottaviucci und Nino Jvania, dem Kontrabassisten Stefano Scodanibbio und dem Schlagzeuger Mark Nauseef. Mit dem Schlagzeuger Stephan Froleyks trat sie in Manfred Kerklaus Theaterprojekt Rats live on no evil star über die US-amerikanische Dichterin Anne Sexton auf.

## Diskografie
- Contemporary. mit Werken von Isabel Mundry, Karlheinz Stockhausen, Pierre Boulez und Markus Stockhausen, 2003
- Thinking About mit Markus Stockhausen, 2004
- Symbiosis – Werke von Markus Stockhausen mit Markus Stockhausen, Deutsche Kammerakademie Neuss
- Symphonic Colours mit Markus Stockhausen, Arild Andersen, Patrice Héral und Deutsche Radio Philharmonie Saarbrücken Kaiserslautern, 2009